# Tijdlijn van Pirates of the Caribbean
De onderstaande opsomming van gebeurtenissen is een tijdlijn die hoort bij de Pirates of the Caribbean-filmtrilogie. De tijdlijn beschrijft de belangrijkste gebeurtenissen van voor, tijdens en na de trilogie.

## VoorPirates of the Caribbean: The Curse of the Black Pearl

### Ongeveer 200 jaar voorThe Curse of the Black Pearl
- De Azteken geven 882 gouden munten aan Hernán Cortés als betaling om hem te laten ophouden met zijn gewelddadigheid tegen de Azteken. Omdat Cortéz toch doorgaat, vervloeken de heidense goden de schat.
- Cortéz brengt het vervloekte goud naar het eiland Isla de Muerta
- David Jones, alias Davy Jones snijdt zijn hart uit zijn borstkas en begraaft deze in de Dead Man’s Chest op Isla Cruces
- Juan Ponce de León gaat op zoek naar de fontein van de eeuwige jeugd maar slaagt er niet in deze te vinden.

### (Onbekend aantal jaren voorThe Curse of the Black Pearl)
- Hector Barbossa wordt geboren in West Country, Engeland
- Jack Sparrow wordt geboren vlak bij de Indische kust.
- De heidense godin van de zee, Calypso, wordt door het broederschap van piraten (zie: At World's End) opgesloten in het lichaam van Tia Dalma.
- Zwartbaard komt blijkbaar om het leven in de slag bij Ocracoke Inlet, maar overleeft dit.
- Angelica wordt geboren.

### 20 jaar voorThe Curse of the Black Pearl
- Will Turner wordt geboren in Engeland.
- Elizabeth Swann wordt geboren in Engeland.

### 12 jaar voorThe Curse of the Black Pearl
- Jack Sparrow weigert een lading slaven te vervoeren voor de Britse Oost-Indische Compagnie en laat hen vrij in Afrika. Hij wordt door Cutler Beckett gebrandmerkt als piraat. Becket laat Jacks schip, de Wicked Wench zinken. Jack ontsnapt aan Beckett en besluit echt een piraat te worden. Hij maakt een deal met Davy Jones om zijn schip terug te krijgen, en herdoopt het de "Black Pearl". Over dertien jaar zal Jack zijn ziel moeten geven aan Davy Jones en hem 100 jaar dienen, of iets moeten verzinnen om onder de deal uit te komen.
- Jack wordt door Tia Dalma gevraagd haar te helpen de schaduwalchemist, die het voorzien heeft op de piraten van het broederschap, te stoppen.

### 10 jaar voorThe Curse of the Black Pearl
- Jack Sparrow's eerste stuurman Barbossa leidt een muiterij tegen Jack Sparrow en laat hem achter op een eiland met enkel een pistool met één kogel. Na drie dagen wordt Jack gered door smokkelaars.
- Barbossa en zijn bemanning vinden de vervloekte Azteekse schat en stelen deze. Hierdoor worden ze door de vloek getroffen en veranderen ze in levende skeletten in het maanlicht.
- "Bootstrap Bill" Turner, de enige van de crew die tegen de muiterij was, stuurt een muntstuk van de schat naar zijn zoon Will Turner zodat de piraten voor altijd vervloekt zullen blijven. Hij wordt als straf voor dit verraad overboord gegooid met een kanon aan zijn voeten. Op de zeebodem wordt hij gevonden door Davy Jones, die hem lid maakt van zijn bemanning.

### Proloog vanThe Curse of the Black Pearl(8 jaar voor Jacks aankomst in Port Royal)
- Weatherby Swann wordt aangesteld als gouverneur van Port Royal
- Will Turners moeder sterft.
- Will Turner reist af naar het Caribische gebied om zijn vader te zoeken. Het schip waar hij op reist wordt aangevallen door de Black Pearl. Will is vermoedelijk de enige overlevende.
- Elizabeth Swann en haar vader reizen met de Dauntless naar Port Royal. Onderweg komen ze langs het wrak van Wills schip, en vinden de jonge Will Turner. Ze nemen hem mee naar Port Royal, waar Will de leerling wordt van de lokale smid. Elizabeth vindt het medaillon met het goudstuk van de Azteekse schat om Wills nek, en steelt dit uit angst dat haar vader Will anders voor een piraat zal aanzien.

### (Onbekend aantal jaren voor Jacks aankomst in Port Royal)
- Jack Sparrow plundert Nassau Port zonder een schot af te vuren.
- Joshamee Gibbs verlaat de marine en wordt een piraat.
- Jack Sparrow doet iets waardoor hij Sao Feng heel diep beledigt. Het heeft waarschijnlijk iets te maken met Sao Fengs litteken.
- Jack Sparrow heeft een relatie met Angelica, maar deze draait op niets uit.

## Pirates of the Caribbean: The Curse of the Black Pearl
- Jack Sparrow arriveert in Port Royal en ontmoet hier voor het eerst Will Turner.
- De Black Pearl valt Port Royal aan op zoek naar het laatste ontbrekende goudstuk uit de schat: het medaillon dat Elizabeth nu heeft. Elizabeth wordt ontvoerd.
- Jack en Will zetten de achtervolging in met de Interceptor en rekruteren een nieuwe bemanning.
- Jack en Will weten de vloek uiteindelijk te verbreken door alle muntstukken plus een bloedoffer van Will in de kist te stoppen.
- Jack schiet Barbossa dood met het pistool dat hij 10 jaar bij zich heeft gehouden. De andere piraten worden gearresteerd.
- Jack ontsnapt aan zijn executie in Port Royal en wordt weer kapitein van de Black Pearl.

## TussenThe Curse of the Black PearlenDead Man's Chest
- De gevangen piraten worden opgehangen. Enkele, waaronder Pintel en Ragetti, weten echter te ontsnappen.
- De Black Pearl keert terug naar Isla de Muerta, maar ontdekt bij aankomst dat het eiland is gezonken. Jack de aap, die door het stelen van een muntstuk opnieuw is vervloekt, klimt aan boord.
- Will Turner en Elizabeth Swann zijn verloofd en hun bruiloft wordt gepland.
- De Dauntless wordt vernietigd door een orkaan tijdens zijn speurtocht naar de Black Pearl. Commodore James Norrington wordt verantwoordelijk gehouden voor de ramp en wordt ontslagen uit de marine. Hij reist naar Tortuga.

## Pirates of the Caribbean: Dead Man's Chest
- Jack Sparrow moet zijn belofte aan Davy Jones nakomen.
- Will en Elizabeth worden door Cutler Beckett gearresteerd wegens het helpen van Jack Sparrow. Alleen als Will Jacks kompas bemachtigt, komen ze vrij.
- Will vindt Jack op een eiland en bevrijdt hem plus zijn bemanning van kannibalen.
- Will wordt gevangen door Davy Jones, die Jack wil laten gaan als hij hem nog 99 zielen brengt. Will ontmoet aan boord zijn vader, die hem helpt de sleutel van de Dead Man’s Chest te bemachtigen.
- Elizabeth ontsnapt uit de gevangenis en voegt zich bij de rest.
- Jack, Will en Norrington vinden het hart van Davy Jones en duelleren om wie het krijgt. Norrington wint en blijft achter op het eiland.
- Davy Jones roept de Kraken op. Elizabeth verraadt Jack waardoor hij samen met de Black Pearl naar de kist van Davy Jones gaat. De enige overlevenden na de krakenaanval zijn Elizabeth, Will, en de bemanningsleden Joshamee Gibbs, Cotton, Marty, Pintel en Ragetti.
- Norrington brengt het hart naar Cutler Beckett die nu baas is over Davy Jones en de Flying Dutchman.
- Tia Dalma besluit samen met Jacks bemanning, Will Turner en Elizabeth naar de kist van Davy Jones te gaan om Jack terug te halen. Ook keert onverwachts Hector Barbossa terug.

## TussenDead Man's ChestenAt World's End
- Hector Barbossa sluit zich aan bij de overlevenden van Jacks bemanning en zal hun kapitein worden tijdens de zoektocht in Pirates of the Caribbean: At World's End
- Jack wordt gek in de kist van Davy Jones en hallucineert.
- Sao Feng wordt gecontacteerd door Cutler Beckett.
- Onder leiding van Barbossa zeilen Will en Elizabeth naar Singapore.

## Pirates of the Caribbean: At World's End
- Cutler Beckett hangt tientallen piraten op waaronder een kleine jongen. De piraten zingen 'Hoist the Colors', het lied dat de broederschap van de piraten dient samen te brengen.
- Will, Barbossa, Elizabeth en de bemanning gaan naar Singapore. Ze zoeken de kaart die hen naar de kist van Davy Jones moet leiden. Ze hebben Jack Sparrow nodig, omdat die net zoals Barbossa een pirate lord is en naar de vergadering van de piratenbroeders moet gaan.
- Ze krijgen een schip van Sao Feng.
- Becket dwingt Davy Jones om met de Dutchman piratenschepen aan te vallen en te vernietigen.
- Ze zeilen naar het einde van de wereld en komen in de kist van Davy Jones terecht.
- Jack wordt bevrijd en ze gaan terug naar de normale wereld.
- Het broederschap wordt bij elkaar geroepen.
- De Engelsen hebben de plaats van de broederschap gevonden en willen oorlog.
- Elizabeth wordt tot piratenkoningin gekozen.
- Calypso (Tia dalma) wordt vrijgelaten door Barbossa. Ze creëert een gigantische draaikolk en alleen kapitein Barbossa en Davy Jones zijn dapper genoeg om deze te trotseren. Cutler Becketts armada kijkt toe vanop een afstand.
- In het gevecht trouwen Elizabeth en Will. Barbossa leidt de ceremonie.
- Will wordt dodelijk verwond, maar doorboort het hart van Davy Jones en wordt zo de nieuwe kapitein van de Dutchman.
- De Dutchman en de Black Pearl spannen samen om Becket's armada te vernietigen. Becket is verslagen.
- Jack steelt de kaart van Barbossa die leidt naar the Fountain of Youth.
- Barbossa steelt de Black Pearl en laat Jack en Gibbs achter. Jack en Gibbs nemen afscheid. Jack steelt een sloep en gaat nieuwe avonturen tegemoet.

## TussenAt World's EndenOn Stranger Tides
- Jack gaat op zoek naar de Fontein van de Eeuwige Jeugd
- Gibbs wordt door de Britten gevangen en naar Londen gebracht
- Barbossa verliest de Black Pearl aan Zwartbaard, die het schip krimpt en aan zijn collectie toevoegt. Barbossa verliest tevens een been en moet gedwongen als kaper voor de Britten gaan werken.

## On Stranger Tides
- Jack arriveert in Londen en redt Gibbs. Daarna gaat hij samen met Zwartbaard op zoek naar de Fontein van de Eeuwige Jeugd.
- Barbossa en Gibbs krijgen van de Britse koning George II de opdracht ook deze fontein te vinden, voordat de Spanjaarden dit doen.
- Jack en Barbossa spannen samen wanneer Jack ontdekt wat er met de Pearl is gebeurd.
- Barbossa steelt Zwartbaard's schip. Jack offert Zwartbaard op om, met behulp van de fontein, het leven van Angelica te redden.
- Jack en Gibbs heroveren de Pearl, die echter nog steeds gekrompen is, en meteen ook alle andere schepen van Zwartbaard.

## 10 jaar naPirates of the Caribbean: At World's End
- Will Turner keert na 10 jaar terug naar Elizabeth en hun zoon.